# إدارة نطاق المشروع
إدارة نطاق المشروع (بالإنجليزية: Project Scope Management)‏ هي جزء من علم إدارة المشاريع.

## إدارة نطاق المشروع إصطلاحاً
حيث يشير «النطاق» إلى كل الأعمال والعمليات المتعلقة في إنتاج منتجات المشروع، أما المصطلح «مادة مقدمة» فيصف منتجاً أُنتج كجزء من مشروع. المادة المقدمة من الممكن أن تكون ذات علاقة بالمنتج كقطعة من أداة إلكترونية أو برنامج، أو ان تكون ذات علاقة بالعمليات كملف تخطيط أو تقارير الاجتماعات.
تتضمن إدارة نطاق المشاريع العمليات المتعلقة بتحديد أي المهمات تتعلق بالمشروع وأيها لا علاقة له بالمشروع، وبذلك يضمن فريق المشروع وأصحاب المصلحة أن لديهم نفس الفكرة عن سلع المشروع والعمليات التي ستقام لإنتاج هذه السلع.

## عمليات إدارة نطاق المشروع
هناك خمس عمليات أساسية في إدارة نطاق المشروع هي:
- جمع المتطلبات: وتتضمن هذه العملية تعريف وتوثيق ميزات ووظائف السلع المنتجة في المشروع والعمليات القائمة لإنتاجها. يقوم فريق العمل بعمل ملف لمطالب أصحاب المصلحة، متطلبات خطة العمل وملف لتتبع المتطلبات ما تم ومالم يتم منها بعد.
- تحديد النطاق: ويتضمن مراجعة عقد المشروع، ملفات المتطلبات وأصول العملية التنظيمية لإنشاء بيان النطاق، إضافة المزيد من المعلومات عن تطوير المتطلبات وتغيير الطلبات بعد الموافقة عليها. والمخرج الأساسي لتحديد النطاق هو بيان نطاق المشروع وتحديثات لملفات المشروع.
- تحديد هيكل تقسيمي للأعمال (WBS): ويتضمن تقسيم مخرجات المشروع إلى أقسام ومحتويات أصغر لتسهيل ادارتها. والمخرجات الأساسية لهذه العملية هي الهيكل التفكيكي للأعمال، ومعجم مصطلحات الهيكل التفكيكي للأعمال، وخط الأساس للنطاق وتحديثات لملفات المتطلبات.
- التحقق من النطاق: وتتضمن القبول الرسمي لمخرجات المشروع. وقيام أصحاب المصلحة الرئيسين للمشروع كالعملاء والراعيين للمشروع بفحص المواد المقدمة المحددة ومن ثم قبولها بشكل رسمي. المخرجات الأساسية لهذه العميلة هي مواد مقدمة مقبولة وطلبات تغيير.
- التحكم بالنطاق: تتضمن السيطرة على التغييرات التي تطرأ على نطاق المشروع طوال عمر المشروع - وهو تحدي لعديد من مشاريع تكنولوجيا المعلومات. تغيرات النطاق عادةً تؤثر على قدرة فريق العمل للوصول إلى أهداف الوقت والتكلفة الموضوعة، بالتالي سيجب على مدير المشروع أن يقوم بحذر بوزن تكلفة ومزايا المشروع. المخرجات الأساسية لهذه العملية فهي تغير الطلبات، قياسات أداء العمل، تحديثات لأصول العملية التنظيمية، خطة إدارة المشروع ووثائق المشروع.

## تجميع الاحتياجات
تتكلف الشركات لتصحيح الأخطاء المكتشفة في مراحل المتطلبات أكثر بكثير من تصحيح الاخطاء المكتشفة في مراحل التطوير المتقدمة. جزء من الصعوبة يكمن في أن كثيراً من الناس قد لا يتفقون على تعريف الشروط (المتطلبات) وكيفية جمعها، وكيفية توثيقها.

### الشروط والمتطلبات
عرَّف معجم IEEE 1990 المصطلحات الهندسية للمتطلبات كالتالي:
1. بأنه الشرط أو القدرة التي يحتاجها المستخدم لحل مشكلة أو تحقيق هدف.
2. بأنه الشرط أو القدرة التي يجب الوفاء بها، أو يحتويها نظام أو جزء من نظام لتلبية عقد، مقياس، أو مواصفات أو غيرها من وثائق رسمية تفرض تلبيتها.
3. بأنه تمثيل موثق للشروط أو القدرات والامكانيات.

دليل PMBOK® الطبعة الرابعة عرَّف المتطلب بتعريف قريب من التعريف الثاني الذي عرفه معجم IEEE 1990، حيث يقول: «المتطلب هو الشرط الذي يجب الوفاء به، أو يمتلكه نظام، أو منتج، أو خدمة، أو مخرج نهائي لتلبية عقد أو مقياس أو مواصفات أو غيرها من الوثائق الرسمية. ومن المهم توثيق المتطلبات في تفاصيل كافية بحيق يمكن قياسها أثناء تنفيذ المشروع. فبعد كل شيء، تحقيق أهداف النطاق غالباً يقوم على تلبية المتطلبات الموثقة مسبقاً».

### تجميع المتطلبات
توجد عدة طرق لجمع المتطلبات، منها:
- إجراء مقابلات فردية مع أصحاب المصلحة وغالباً تكون هذه الطريقة فعالة بالرغم من إمكانيتها لأن تكون مكلفة وإستغراقها لوقت طويل.
- عمل مجموعات بؤرية أو ورش عمل وعادةً يمثل استخدام تقنيات صنع القرار لجمع المعلومات أسرع الطرق وأقلها تكلفة مقارنة بالمقابلات الفردية.
- استخدام الاستبيانات لجمع المتطلبات في حالة كانت الجهات المعنية توفر المعلومات الشاملة لكل الأسئلة المطروحة.
- استخدام الملاحظة كأسلوب لجمع المتطلبات، ويعد فعال خاصة بالنسبة للمشاريع التي تنطوي على تحسين العمليات واجراءات العمل.
- النماذج تعتبر تقنية لجمع المتطلبات وعادةً تستخدم لمشاريع تطوير البرمجيات.

ومن العوامل التي قد تؤثر على مقدار الجهد الذي يوضع في جمع المتطلبات: حجم المشروع، ودرجة تعقيده، وأهميته.

### توثيق المتطلبات
يتم توثيق المتطلبات باستعراض عقد المشروع أولاً حيث يتضمن المتطلبات العالية المستوى للمشروع، وقد يرجع العقد إلى وثائق أخرى تشمل المتطلبات. ومن ثم تتم مراجعة سجل أصحاب المصلحة لضمان أن كل فرد منهم له رأي في تحديد المتطلبات.
تصميم وثيقة متطلبات أصحاب المصلحة يتراوح من قائمة إلى عدة قوائم. وغالباً مايتم إنتاج وثائق المتطلبات عن طريق برامج تتضمن نصوص وصور ورسوم بيانية، ومقاطع فيديو ووسائل اعلام أخرى. وغالباً ما يتم تفكيك المتطلبات إلى فئات مختلفة مثل متطلبات وظيفية، ومتطلبات خدمة، ومتطلبات أداء، ومتطلبات الجودة ومتطلبات تدريب وغيرها. وبالإضافة إلى اعداد وثائق متطلبات أصحاب المصلحة كناتج من عملية جمع المتطلبات.

## تعريف النطاق
تعريف النطاق هي المرحلة الثانية في عملية إدارة نطاق المشروع. ونجاح المشروع يعتمد على هذه المرحلة حيث أنه يساعد على تحسين دقة تقديرات الوقت والتكلفة والموارد ويحدد أيضاً خط أساس لقياس الأداء ومراقبة المشاريع، ويساعد التعريف الجيد للنطاق في التواصل وفهم مسؤوليات العمل بشكل أفضل.
تشتمل الأدوات والتقنيات المستخدمة في تحديد النطاق على آراء الخبراء، وتحليل المنتج، وتحديد البدائل وورش عمل لتسهيل العمل. والمخرجات الأساسية لتعريف النطاق هي بيان لنطاق المشروع وتحديثات على وثائق المشروع الموضوعة مسبقاً.
تشمل المدخلات الرئيسية لإعداد بيان نطاق المشروع: عقد المشروع، ووثائق المتطلبات والأصول المستخدمة في عمليات الشركة مثل السياسات والاجراءات المتعلقة ببيانات النطاق وكذلك ملفات المشروع والدروس المستفادة من مشاريع مماثلة سابقة.
على الرغم من اختلاف المحتويات، ينبغي أن يتضمن بيان نطاق المشروع، كحد أدنى، وصف لنطاق المشروع ومعايير قبول المستخدم للمنتج ومعلومات مفصلة عن جميع مخرجات المشروع. ومن المفيد أيضاً توثيق المعلومات الأخرى ذات الصلة بالنطاق، مثل حدود المشروع والقيود والافتراضات المطروحة بخصوصه. ويجب أيضاً أن يكون لنطاق المشروع مرجع داعم للمعلومات الخاصة فيه، كمواصفات المنتجات التي من شأنها أن تؤثر على ما يتم إنتاجه أو شراؤه، وسياسات المنظمة والتي قد تؤثر على كيفية إنتاج المنتجات أو شراؤها. تتطلب العديد من مشاريع تكنولوجيا المعلومات المواصفات الوظيفية والتصميم التفصيلي لتطوير البرمجيات، والتي أيضاً يجب الإشارة إليها في نص تفصيلي. ومع مرور الوقت، يجب أن يصبح نطاق المشروع أكثر وضوحاً وتحديداً.
ويجب على فريق المشروع تحديث بيان نطاق المشروع، وقد تتطلب هذه التحديثات أيضاً تغييرات لوثائق المشروع الأخرى.
بيان نطاق المشروع المحدّث يعد وثيقة مهمة لتطوير وتأكيد فهم مشترك لنطاق المشروع. ويصف هذا البيان بالتفصيل الأعمال التي تم انجازها في المشروع وهو أداة مهمة لضمان رضا العملاء ولمنع زحف النطاق.

## إنشاء هيكل تقسيم العمل
هيكل تقسيم العمل (WBS) هو عبارة عن تجمع يعتمد على المخرجات للأعمال المشاركة في المشروع والتي تحدد النطاق الكلي لهذا المشروع. ولأن معظم المشاريع تشتمل على كثير من العاملين عليها وكثير من الإنجازات المختلفة، من المهم تنظيم وتقسيم العمل إلى أقسام منطقية بناءا على الكيفية التي سيتم بها العمل. هيكل تقسيم العمل هو وثيقة الأساس في إدارة المشاريع لأنه يوفر الأساس لجداول التخطيط وإدارة المشاريع والتكاليف والموارد والتغييرات.
المدخلات الرئيسية لإنشاء هيكل تقسيم العمل: بيان نطاق المشروع، أصحاب المصلحة، الوثائق والأصول المستخدمة للقيام بالأعمال.
يتم تنظيم الهيكل وذلك عن طريق استخدام منتجات المشروع ومراحل المشروع أو باستخدام مجموعات عملية إدارة المشروع.
أيضاً، من المهم جداً اشراك فريق العمل بأكمله والعميل في خلق ومراجعة هيكل تجزئة العمل. ويجب على الأشخاص الذين سيقومون بالعمل المساعدة في تخطيط المهام من خلال إنشاء هيكل تجزئة العمل.

### منهجيات لتطوير هيكل توزيع العمل
1- باستخدام المبادئ التوجيهية: بعض المنظمات، مثلاً وزارة الدفاع الأمريكية، توفر مبادئ توجيهية لإعداد (هيكل توزيع العمل).
2- نهج القياس: استعراض (هيكل توزيع العمل) من مشاريع مماثلة وتخصيصها للمشروع.
3- نهج من أعلى إلى أسفل: حيث يتم البدء مع أكبر بنود المشروع وتقسيمها.

4-نهج من أسفل إلى أعلى: حيث يتم البدء مع مهام محددة ولفة لهم حتى.

5- نهج الخريطة الذهنية: رسم خرائط ذهنية هو أسلوب يستخدم فروع تنبثق من الفكرة الأساسية لهيكلة الأفكار والآراء، حيث يمكن الأشخاص من كتابة وحتى رسم أفكارهم وهذا يمكن أن يزيد من الابداع والمشاركة والروح المعنوية في الفريق.

### قاموس هيكل تقسيم العمل
هو وثيقة تصف معلومات مفصلة حول كل عنصر في هيكل توزيع العمل حيث يسهل فهم المنهجية التبعة لإتمام العمل.

### الأخطاء
نطاق المشروع عندما يكون واسع جدا ومكلفاً في الوقت نفسه من الممكن أن يسبب مشاكل خطيرة. هنا أدى التركيز المفرط على التكنولوجيا من أجل التواكب معها إلى إفلاس شركة الأدوية الكبيرة، FoxMeyer Drug والتي مقرها في تكساس.
في عام 2001، بدأت سلسلة مطاعم الوجبات السريعة ماكدونالدز مشروع لإنشاء شبكة إنترانت الذي يربط مقرها مع كل من المطاعم لتوفير المعلومات التشغيلية مفصلة في الوقت الحقيقي. بعد إنفاق 170,000,000 $ على الاستشاريين والتخطيط للتنفيذ الأولي، أدرك ماكدونالدز أن المشروع كان كبير جدا في التعامل معه وقام بإنهائه.

## التحقق من النطاق
من الصعب إنشاء مشروع نطاق جيد وهيكل تقسيم العمل للمشروع، حيث أنه من الصعب التحقق من نطاق المشروع والتقليل من تغيرات النطاق.

حتى عندما يكون نطاق المشروع محددا تحديدا جيدا، العديد من المشاريع تعاني من زحف النطاق- ميل نطاق المشروع للحصول على نطاق أكبر وأكبر. من المهم جدا التحقق من نطاق المشروع مع المستخدمين من جميع أنحاء المشروع وتطوير عملية للسيطرة على التغيرات في نطاق. زحف النطاق يمكن أيضا أن يكون أمرا جيدا، إذا أدير بشكل جيد.
التحقق من صحة نطاق ينطوي على القبول الرسمي لمخرجات المشروع المنجزة، وغالبا ما يتحقق القبول من تحقق العملاء ومن ثم التوقيع النهائي على الإنجازات الرئيسية.

للحصول على القبول الرسمي لنطاق المشروع، يجب على فريق المشروع تطوير وثائق واضحة من المنتجات والإجراءات للمشروع لتقييم ما إذا كان تم إنهاءه بشكل صحيح وبصورة مرضية.

خطة إدارة نطاق وخط الأساس للنطاق، ووثائق المتطلبات، ومتطلبات تتبع مصفوفة، والمخرجات المتحقق من صحتها، وبيانات أداء العمل هي المدخلات الرئيسية للتحقق من النطاق.

الأدوات الرئيسية لأداء التحقق من صحة نطاق هم التفتيش وتقنيات صنع القرار.

النتائج الرئيسية من التحقق من صحة نطاق هم المخرجات المقبولة، طلبات التغيير، معلومات أداء العمل، وثائق التحديثات للمشروع.

### القضايا العالمية
هناك العديد من البلدان التي تعاني من صعوبات في السيطرة على نطاق المشاريع الكبيرة، وخاصة تلك التي تنطوي على تقنيات متقدمة وتحتوي على عدد من المستخدمين.

### التحكم بالنطاق
التحكم بالنطاق يتضمن التحكم بالتغييرات التي تطرأ على نطاق المشروع مع وضع أهداف المشروع وإستراتيجية العمل في الاعتبار.

#### أهداف التحكم بالنطاق
- التأثير على العوامل التي تسبب تغيرات نطاق.

- التأكد من معالجة التغييرات وفقا للإجراءات التي وضعت كجزء من مراقبة التغيير المتكاملة، وإدارة التغييرات عند حدوثها.
المدخلات الرئيسية للتحكم بالنطاق هي خطة إدارة المشروع، وثائق للمتطلبات، ومتطلبات تتبع مصفوفة، بيانات أداء العمل، والأصول العملية التنظيمية.
يعد تحليل التباين أداة هامة للتحكم بالنطاق فالتباين هو الفرق بين الأداء المخطط له والأداء الفعلي.

#### أفضل الممارسات لتجنب مشاكل نطاق
- الحفاظ على واقعية النطاق. بعدم جعل المشروع كبير بحيث أنه لا يمكن أن يكتمل.
- تجزيء المشروع الكبير إلى سلاسل.
- إشراك المستخدمين في إدارة نطاق المشروع.
- تعيين المستخدمين الرئيسيين لفريق المشروع ومنحهم ملكية تعريف المتطلبات والتحقق من النطاق.
- استخدام الأجهزة والبرمجيات الجاهزة متى ما كان ذلك ممكنا. فالعديد من أصحاب الأعمال والمشاريع في مجال تكنلوجيا المعلومات يبحثون عن أحدث وأفضل التكنولوجيا، إلا أن وجوب مراعاة احتياجات العمل، لا اتجاهات التكنولوجيا تأخذ الأولوية.
- اتباع إجراءات جيدة لإدارة المشاريع وعمليات محددة جيدة لإدارة نطاق المشروع وغيرها من جوانب المشروع.